# Reality (album)
A Reality David Bowie  angol énekes-szövegíró 2003-ban megjelent albuma.

## Számok
Az összes számot David Bowie írta, a másként jelzett számok kivételével:
1. "New Killer Star" – 4:40
2. "Pablo Picasso" (Jonathan Richman, David Bowie) – 4:06
3. "Never Get Old" – 4:25
4. "The Loneliest Guy" – 4:11
5. "Looking for Water" – 3:28
6. "She'll Drive the Big Car" – 4:35
7. "Days" – 3:19
8. "Fall Dog Bombs the Moon" – 4:04
9. "Try Some, Buy Some" (George Harrison) – 4:24
10. "Reality" – 4:23
11. "Bring Me the Disco King" – 7:45

### Limitált kiadású bonus disc
1. "Fly" – 4:10
2. "Queen of All the Tarts (Overture)" – 2:53
3. "Rebel Rebel" (2002 re-recording) – 3:10

## Közreműködők
- Producerek:
  - David Bowie
  - Tony Visconti
- Zenészek:
  - David Bowie – ének, gitár, billentyűsök, ütősök, szaxofon, sztilofon és szintetizátor
  - Earl Slick – gitár
  - Mike Garson – zongora
  - David Torn – gitár
  - Gail Ann Dorsey – vokál
  - Sterling Campbell – dob
  - Matt Chamberlain – dob - "Bring Me the Disco King" és "Fly"
  - Catherine Russell – vokál
  - Tony Visconti – basszusgitár, gitár, billentyűsök, vokál
  - Gerry Leonard – gitár
  - Mark Plati – basszusgitár, gitár
  - Mario J. McNulty – egyéb ütősök és dob - "Fall Dog Bombs the Moon"
  - Carlos Alomar – gitár - "Fly"